# Club dei brutti
Il Club dei brutti o World Association of the Ugly People è un'associazione internazionale fondata nel 1879 a Piobbico, un paese delle Marche in Italia, dove ha ancora sede. Oggi ha lo scopo di sensibilizzare sui problemi dei brutti ridimensionando l'importanza dell'apparenza nella società moderna. Nel 2005 aveva 25 000 iscritti e succursali in diversi Paesi europei e americani (secondo quanto dichiarato dal club stesso, 25 sedi nel mondo nel 2008).

## Storia e attività

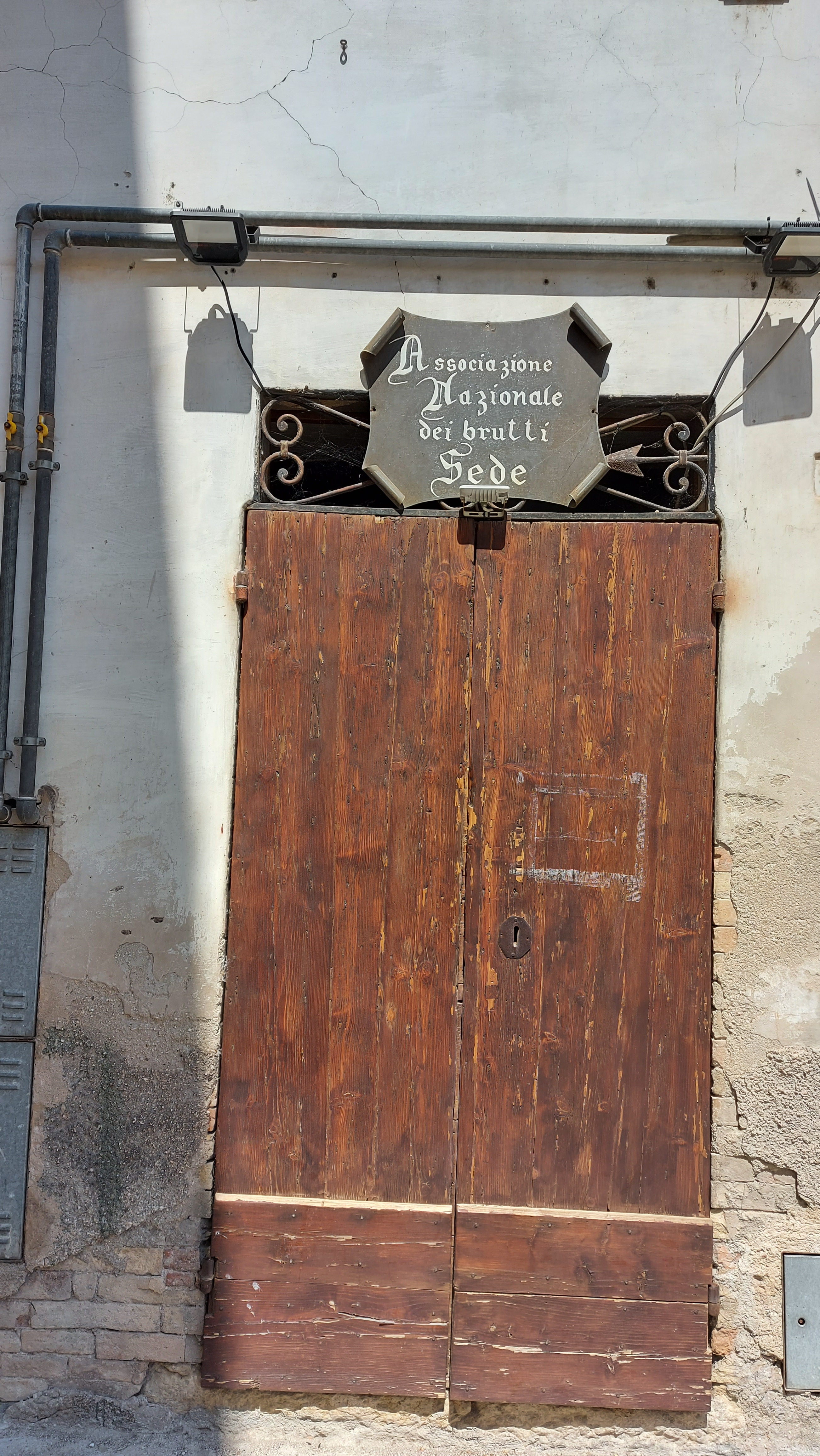
Sede storica del club

La nascita del club, nel 1879, era motivata dall'esigenza di maritare le zitelle del paese, in quanto non sposarsi a causa della propria bruttezza causava problemi anche economici per le famiglie. Svolse quindi funzioni simili a quelle che ha oggi un'agenzia matrimoniale.
L'associazione fu rilanciata attorno al 1960 con il nome di Associazione Nazionale dei Brutti, con lo scopo di sensibilizzare i cittadini ai problemi dei brutti e di aiutare i brutti a superare i loro problemi e a trovare un partner.
Nel 1995 aveva 18000 iscritti nel mondo.
Più recentemente l'associazione si è occupata di combattere la discriminazione per l'aspetto fisico sul luogo di lavoro. Nel 2008 dichiarava come suo scopo la "sensibilizzazione ad una corretta cultura dell’apparenza e la lotta al culto della bellezza della moderna società della comunicazione" e "combattere il culto esagerato della bellezza". Per questi scopi non richiede che gli iscritti siano brutti, ma soltanto che condividano gli ideali alla base del gruppo. Sempre nel 2008 l'associazione inaugurò un monumento ai brutti nel paese di Piobbico.
Nella prima domenica di settembre a Piobbico, ogni anno si svolge il "Festival del brutto" in concomitanza della sagra della polenta alla carbonara, dove viene eletto il presidente dell'associazione. Annualmente vengono eletti i "re dei brutti", ai quali viene assegnato il premio "No-bel", che sono i presidenti del club. Questa usanza risale alla fondazione dell'associazione nel 1879.

## Studi di sociologia e storia della cultura
Il club è citato da uno studio di Gretchen E. Henderson sull'omologo Ugly Face Club, esistito a Liverpool tra il 1743 e il 1754, e sul rinnovato interesse per i club di brutti nel mondo, che farebbe parte di un rinnovato interesse per la bruttezza dovuto a una forma di attrattività estetica della stessa per i sensi. Bonnie Berry parte invece dal fatto che i candidati a presidente del club nel 2007 fossero persone con un aspetto "nella media" per riflettere su come siano i mezzi di comunicazione di massa a creare un'immagine di ciò che viene considerato "brutto".

## Iscritti celebri
Sono entrati nel gruppo la Miss Italia del 1979 Cinzia De Ponti e quella del 1992 Gloria Zanin, il politico Giulio Andreotti (iscrittosi prima del 1992), i noti conduttori televisivi Mike Bongiorno e Paolo Bonolis, e l'attore e comico Pippo Franco.